# Évreux

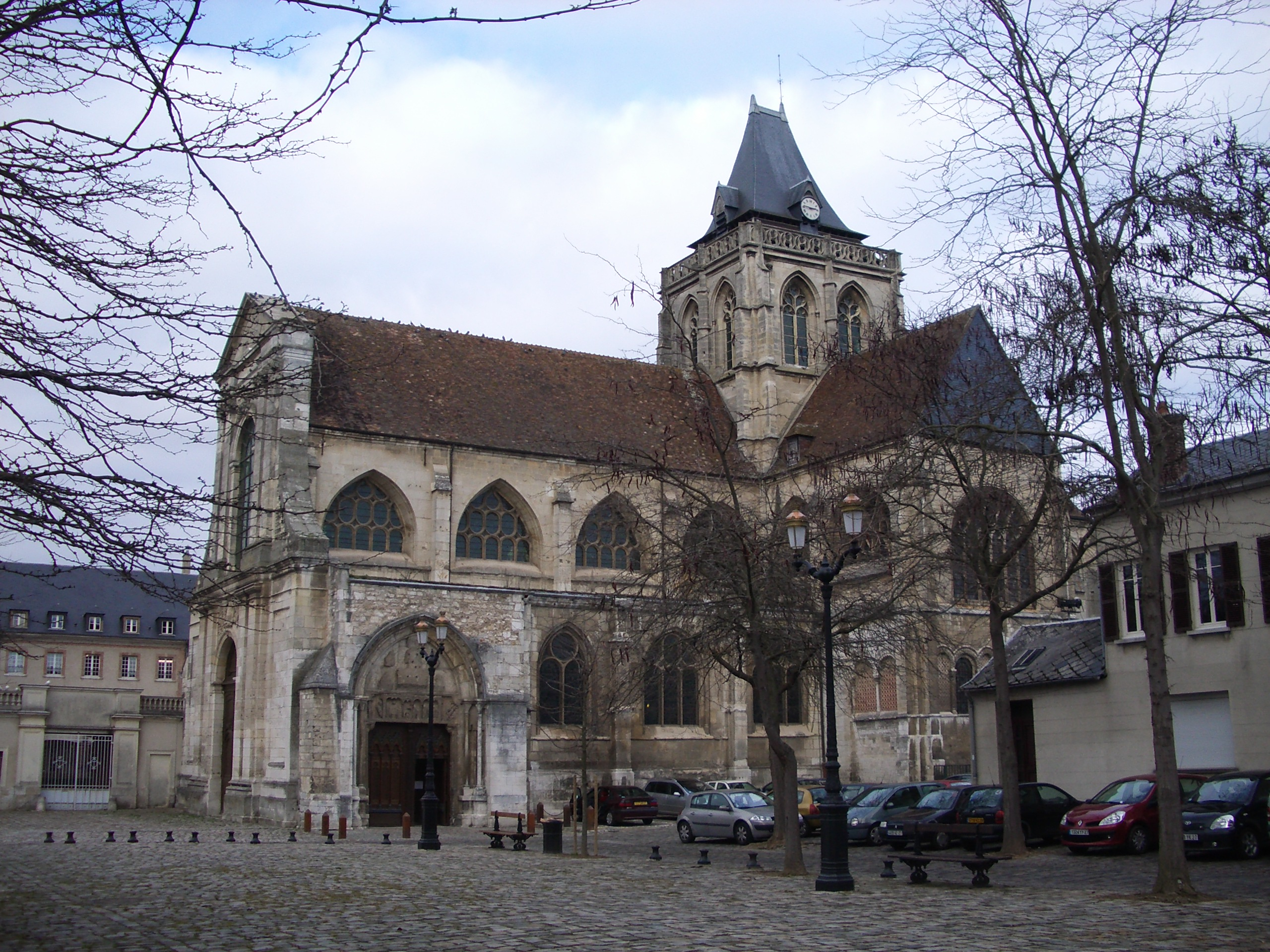
Église Saint-Taurin

Évreux város Franciaország északnyugati részén, Normandia régióban, Eure megye székhelye, az Iton folyó mentén. Lakosainak száma 48 335 fő (2022. január 1.). Évreux Angerville-la-Campagne, Arnières-sur-Iton, Aviron, Fauville, Gauville-la-Campagne, Gravigny, Guichainville, Huest, Parville és Saint-Sébastien-de-Morsent községekkel határos.

## Története
A kisváros érseki székhely, sokszor cserélt gazdát, s jó néhányszor pusztították el, legutoljára a második világháborúban, de mindig feltámadt romjaiból és újjáépítették.

## Népesség
| Lakosok száma | 42 550 | 46 045 | 49 103 | 51 239 | 49 722 | 49 426 | 47 733 | 46 349 | 46 869 | 48 335 |
|               | 1968   | 1982   | 1990   | 2006   | 2013   | 2015   | 2017   | 2019   | 2020   | 2022   |

## Látnivalók

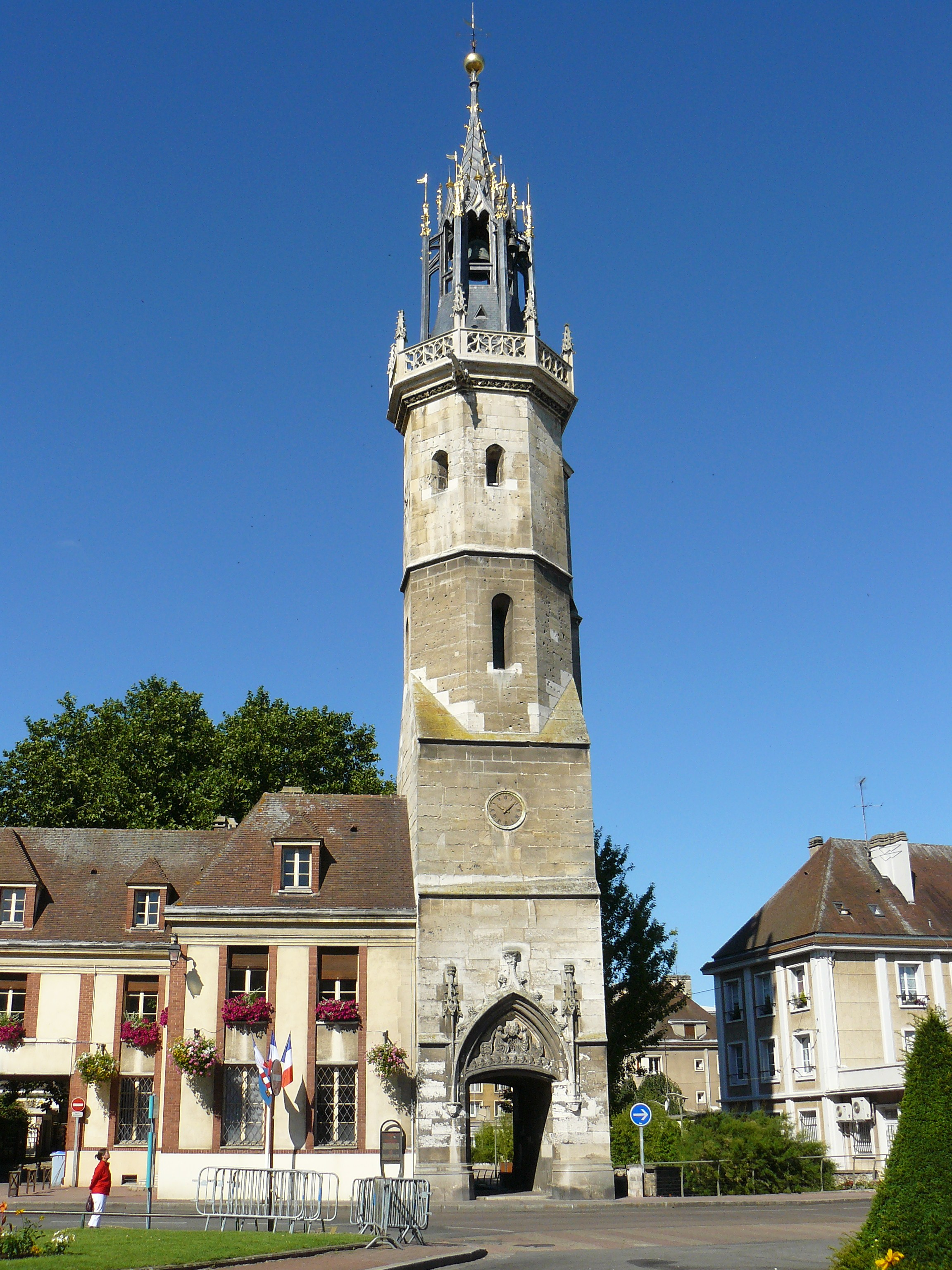
Tour de l’Horloge

- Cathédrale Notre-Dame(wd) – a sok vihart látott székesegyház legrégibb részei a 11. századból, a főhajó a 12., a szentély a 13., az oltárkápolnák a 14. századból származnak, a legszebb azonban a déli kereszthajó gótikus stílusú homlokzata és kapuja a 15.–16. századból. A főhomlokzat jellegzetes reneszánsz alkotás. A déli torony csak a 17. században készült el, és a második világháborúban is súlyos sérüléseket szenvedett, toronysisakját nem építették még újjá. A 108 méter hosszú templomban a fő látnivaló az ambulatórium kápolnáinak dúsan faragott gótikus és reneszánsz fakorlátja. A katedrális üvegablakai közül a legjelentősebb a Szent Lajos adományaiból épült Mère-de-Dieux (Istenanya)- kápolnában lévő, 15. századi alkotás. Egy 15. századi Madonnát is őriznek itt.
- Musée d'Art, Histoire et Archéologie d'Évreux(wd) – a múzeum az egykori érseki palotában kapott helyet, amely a 15. században épült; figyelemreméltó a gótikus homlokzata és az egykori kanonoki tanácsterem. A múzeum legértékesebb része az egykori római erőd maradványait bemutató archeológiai részleg.
- Église Saint-Taurin(wd) – a város első püspökéről elnevezett templom alapjait még 660-ban vetették meg, mai formájában a 14.–15. században épült, a korábbi román stílusú oszlopok felhasználásával. Szépek a csaknem ötszáz éves üvegablakok, a legfőbb kincs azonban Saint-Taurin 13. századi, aranyozott ezüst, email lapokkal díszített ereklyetartója, Szent Lajos adománya.
- Tour de l’Horloge(wd) – harangtorony
- Városháza

## Testvérvárosok
- - Rugby(wd)
- - Rüsselsheim
- - Sueca
- - Djougou